# Brooks Adams

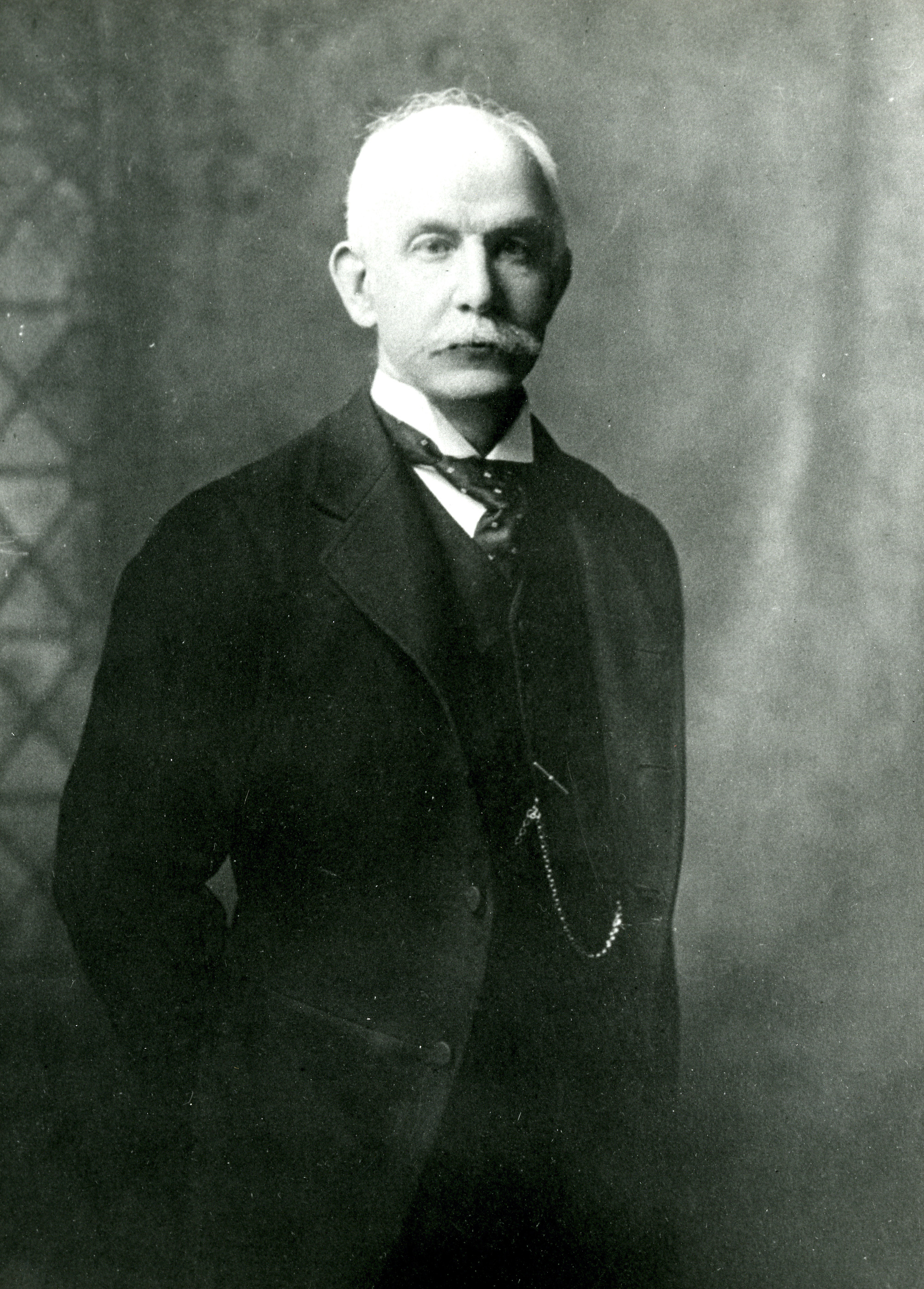
Brooks Adams, fotograferad 1910.

Brooks Adams, född 24 juni 1848 i Quincy, Massachusetts, död 13 februari i 1927 i Boston, var en amerikansk historiker kritiker av kapitalismen.  Han tog examen vid Harvard 1870 och studerade vid Harvard Law School 1870-1871.
Adams ansåg att civilisationer i kommersiell mening uppstår, existerar och faller i förutsägbara cykler. Först ansamlas människor i stora befolkningscentra där de sysselsätter sig med handel. Sedan, när deras lust till välstånd ökar överger de sina andliga värden. Denna girighet leder till oärlighet och misstänksamhet, vilket i sin förlängning leder till att samhället skakas i sina grundvalar. I The Law of Civilisation and Decay (1895) noterar Adams att som nya befolkningscentra uppstått i väst har centrum för världshandeln flyttats från Konstantinopel till Venedig till Amsterdam och sedan till London. Han förutsåg i America's Economic Supremacy (1900) att New York skulle bli nästa centrum.
Han är känd för sin uppdelning av människor i kategorierna spiritual man respektive economic man.
Adams var sonsons son till John Adams och sonson till John Quincy Adams, yngste son till diplomaten Charles Francis Adams och bror till Henry Brooks Adams.